# Império do Samba Solidariedade
A Associação Recreativa Império de Samba Solidariedade (também conhecida como Soli) é uma escola de samba Brasileira com sede na Amazônia, Região Norte, Meio do Mundo, Estado do Amapá, cidade de Macapá (bairro Jesus de Nazaré).

## História
Nos início dos anos 80, sambistas do bairro Jesus de Nazaré e amigos de comunidades próximas buscavam um motivo oficial para declarar seu amor e talento pelo samba. O objetivo era criar uma escola de samba que representasse o bairro Jacareacanga no carnaval Amapaense, e começaram a tirar dos encontros e rodadas musicais as ideias. Assim, Tendo um Jacaré como símbolo  e as cores verde (limão), vermelho (grená) e branco em sua bandeira, a escola foi fundada no dia 15 de Janeiro de 1983.
As reuniões aconteciam no folclórico boteco da tia Vilça, uma das fundadoras e figura importante na história do Soli. Aquele lugar, frequentado por Belarmino  Picanço (Beloca), Nonato Soledade, Manoel Nunes Ramos (Duca), Wilson (Careca), Francisco Fortunato (Mariposa) entre outros simpatizantes, passou a ser a primeira sede da escola e palco deste lindo projeto.
Criado inicialmente como bloco carnavalesco, o Solidariedade foi campeão do desfile de blocos logo na sua estreia no carnaval, com o enredo “Nossas Tradições”. No ano seguinte, o Soli subiu para o segundo grupo e homenageou uma grande personalidade amapaense com o samba enredo “Sacaca, uma figura Singular”, composto por Bi Trindade e Luiz Alberto Castro Guedes.
Rapidamente a agremiação ganhou o coração da comunidade e visibilidade no cenário carnavalesco conquistando desde sua fundação, quatro títulos do grupo de acesso (1993, 2006, 2008 e 2015) com destaque também para enredos como: “Nos 10 anos de Império, os parabéns pra ela” (1993); "Assim tornou-se herói" (1997);"Cutias do Araguari: onde as águas se encontram e a natureza faz a festa” (2004); "Alenquer: cidade dos Deuses" (2014); e em 2015 com enredo que homenageou o desembargador amapaense Gilberto de Paula Pinheiro.
Pela escola passaram grandes personalidades do samba e do carnaval como o carnavalesco Paulo Rodrigues que assina três dos quatro enredos campeões do grupo de acesso; os irmãos Caubi e Durval Melo; o sambista Carlos Piru, Bi Trindade, Lizete Guimarães, Mestre Carlinhos Bababá, Mestre Mistura Fina, José Caxias, Adelson Preto, Nena Silva, Disney Silva, Arnanda Oliveira, Susy Dayanne Brazão, Heraldo Almeida, Célio Alício, entre outros.
A Império de Samba Solidariedade, desenvolve atividades culturais, de maneira gratuita e voluntária ao povo da comunidade do Jacareacanga, com projetos sociais e culturais como a Escolinha Permanente de Ritmistas, Mestre Sala e Porta-bandeira, todas as terças e quintas-feiras, nos horários das 18h às 20h em sua sede local, sob os cuidados e instruções de Mestre Feitosa, e a Coordenadora Ellen Paixão. É um público de aproximadamente de 80 pessoas.
A escola desenvolve seu desfile oficial, todos os anos no período que compreende ao calendário oficial da Liga Independente das Escolas de Samba, nos meses de fevereiro, com um público de aproximadamente 1.400 pessoas. Dividido o em dez alas temáticas, quatro alas técnicas, e três carros alegóricos e dois tripés.
A escola possui o corpo de bateria composta por 160 ritmistas, e uma ala musical de 13 cantores sambistas que sustentam o samba de enredo da proposta temática. Possui também um grupo seleto de baianas, senhorias idosas da comunidade em torno de 60 membros permanentes.
A Comissão de Frente da Escola é composta por 15 bailarinos. A escola possui seu quadro de artistas e carnavalescos (12 artistas e três carnavalescos, e três coreógrafos), liderados pelo Dr. Jair Gomes Sampaio, que além de presidente, é também por diversos anos, o carnavalesco principal e autor dos enredos da entidade.
Durante o ano, além das oficinas e dos projetos sociais, a escola realiza eventos como o Festival de Samba de Enredo para a escolha do seu samba, a pesquisa temática, os encontros mensais de reuniões ampliadas e abertas ao público em sua sede local para debater sobre o samba e o carnaval. Realiza o concurso de rainha de bateria, madrinha de bateria, o musa diversidade, além de diversas rodadas semanais de rifas e bingos além de feijoada para a comunidade.
A Escola, é a única no carnaval amapaense que possui O Rei de Bateria, hoje trazendo o nome estreante de Iury Soledade, a Rainha de Bateria Sheyze Brazão, a Madrinha de Bateria Any Magave, e ainda lança o concurso para a escolha do Primeiro Porta-Estandarte da história do Carnaval Amapaense.
Em 2023, a Escola levou para a Avenida Ivaldo Veras o Enredo: "Jacaré: A Lenda História e Paixão", retratando sua tradição com a simbologia principal, o jacaré, sua lenda, e contando um pouco dessa paixão que embala a comunidade e muitos simpatizantes, que de tanto ser a primeira escola de muitos ou a segunda escola de muitos, o Soli, acaba por ser considerada a agremiação carnavalesca de maior simpatia na história do carnaval amapaense.
Vale esclarecer também, foi em 2023 que a Escola oficializou o novo nome de sua bateria, escolhido mediante votação aberta com participação de todos, a saber: BATERIA "PEGADA FEROZ", sob nova coordenação e maestria, o MESTRE FEITOSA (Hilton Gemaque dos Santos Filho), prata da casa que retornou ao Soli e resgatou o prestígio da bateria com boa receptividade e alcançando as notas máximas dos jurados.
Em 2025, Soli trará para o sambódromo o enredo: "Do Universo de Olorum, Rei Oxaguiã: O Senhor da Renovação Constante", retratando uma louvação ao orixá guerreiro, filho de Oxalá Maior, o maior de todos os orixás segundo a tradição Yorubá. Carnaval que tem à frente do projeto o Carnavalesco Principal Jair Sampaio, que também é o presidente.

## Segmentos

### Presidentes
| Presidente                             | Período              | Ref. |
| -------------------------------------- | -------------------- | ---- |
| Belarmino Cesár Picanço (Beloca)       | 1983                 |      |
| Carlos "Pirú"                          |                      |      |
| Nonato Soledade                        |                      |      |
| Francisco Barriga Fortunato (Mariposa) | 2006                 |      |
| Lizete Jardim                          | 2010                 |      |
| Jair Gomes Sampaio                     | 2013 - e, atualmente |      |

### Intérprete Oficial
| Ano  | Nome                                        | Ref. |
| ---- | ------------------------------------------- | ---- |
| 2003 | Nonato Soledade                             |      |
| 2004 | Nonato Soledade                             |      |
| 2005 | Não houve desfile oficial                   |      |
| 2006 | Nonato Soledade                             |      |
| 2007 | Nonato Soledade                             |      |
| 2008 | Nonato Soledade                             |      |
| 2009 | Nonato Soledade                             |      |
| 2010 | Paulinho                                    |      |
| 2011 | Não houve desfile oficial                   |      |
| 2012 | Xandão, Paulinho e Nonato Soledade          |      |
| 2013 | Nonato Soledade                             |      |
| 2014 | Nonato Soledade                             |      |
| 2015 | Nonato Soledade                             |      |
| 2020 | Darllan Ribeiro                             |      |
| 2022 | Luizinho Moura e Paulo Chucre               |      |
| 2023 | Lukas Lima, Nonato Soledade, e Antônio Neto |      |
| 2024 | Lukas Lima e Nonato Soledade                |      |
| 2025 | Silmara Lobato, Lukas Lima, e Tiago Lobato  |      |

### Diretores
| Ano  | Diretor de Carnaval | Diretor Geral de Harmonia | Diretor de Arte   | Mestre de Bateria | Diretor de Comissão de Frente | Ref. |
| ---- | ------------------- | ------------------------- | ----------------- | ----------------- | ----------------------------- | ---- |
| 2020 | Jair Sampaio        | Luan Rodrigues            |                   | Euton Gomes       |                               |      |
| 2022 | Wendell Silva       | Luan Rodrigues            |                   | Euton Gomes       |                               |      |
| 2023 | -                   |                           |                   |                   |                               |      |
| 2024 | -                   | Dr. Marlon Galeno         |                   | Mestre Feitosa    |                               |      |
| 2025 | Silvane Sampaio     | Charlinho Sales           | Dr. Fred Carvalho | Mestre Feitosa    | Dr. Marlon Galeno             |      |

### Carnavalesco
| Ano  | Nome                      | Ref. |
| ---- | ------------------------- | ---- |
| 2003 |                           |      |
| 2004 |                           |      |
| 2005 | Não houve desfile oficial |      |
| 2006 | Paulo Rodrigues           |      |
| 2007 |                           |      |
| 2008 |                           |      |
| 2009 |                           |      |
| 2010 | Jair Sampaio              |      |
| 2011 | Não houve desfile oficial |      |
| 2012 |                           |      |
| 2013 | Jair Sampaio              |      |
| 2014 | Jair Sampaio              |      |
| 2015 | Jair Sampaio              |      |
| 2020 | Jair Sampaio              |      |
| 2022 | Dr. Jair Sampaio          |      |
| 2023 | Dr. Jair Sampaio          |      |
| 2024 | Dr. Jair Sampaio          |      |
| 2025 | Dr. Jair Sampaio          |      |

### Artista de Execução Principal
| Ano  | Nome                                                   | Ref. |
| ---- | ------------------------------------------------------ | ---- |
| 2003 |                                                        |      |
| 2004 |                                                        |      |
| 2005 | Não houve desfile oficial                              |      |
| 2006 |                                                        |      |
| 2007 |                                                        |      |
| 2008 |                                                        |      |
| 2009 |                                                        |      |
| 2010 | Paulo Sérgio Gomes Sampaio                             |      |
| 2011 | Não houve desfile oficial                              |      |
| 2012 | Roberto                                                |      |
| 2013 | Marcio Brandão                                         |      |
| 2014 | Naldo                                                  |      |
| 2015 | Marcio Brandão                                         |      |
| 2020 | Marcio Brandão                                         |      |
|      |                                                        |      |
| 2022 | Jucier Souza e Jedean Gonçalves                        |      |
| 2023 | Jucier Souza e Jedean Gonçalves                        |      |
| 2024 | Jucier Souza, Paulo Sérgio Sampaio, e Jedean Gonçalves |      |
| 2025 | Jucier Souza e Jedean Gonçalves                        |      |

### Coreógrafo
| Ano  | Nome                      | Ref. |
| ---- | ------------------------- | ---- |
| 2003 |                           |      |
| 2004 |                           |      |
| 2005 | Não houve desfile oficial |      |
| 2006 |                           |      |
| 2007 |                           |      |
| 2008 |                           |      |
| 2009 |                           |      |
| 2010 |                           |      |
| 2011 | Não houve desfile oficial |      |
| 2012 |                           |      |
| 2013 |                           |      |
| 2014 |                           |      |
| 2015 | Juliano Barros            |      |
| 2020 | Juliano Barros            |      |
| 2022 | Juliano Barros            |      |
| 2023 | Juliano Barros            |      |
| 2024 | Juliano Barros            |      |
| 2025 | Paulo Santos              |      |

### Casal de Mestre-Sala e Porta-Bandeira
| Ano  | Nome                             | Ref.  |
| ---- | -------------------------------- | ----- |
| 2020 | Alanzinho Pantoja e Tayná Yasmim | [ 5 ] |
| 2022 | Alanzinho Pantoja e Ellen Paixão |       |
|      |                                  |       |
| 2023 | Walter Brazão e Ellen Paixão     |       |
| 2024 | Walter Brazão e Ellen Paixão     |       |
| 2025 | Walter Brazão e Ellen Paixão     |       |
|      |                                  |       |
|      |                                  |       |

### Rainhas de Bateria
| Período | Nome            | Ref.  |
| 2013    | Sayany Oliveira | [ 6 ] |
| 2022    | Maiane Nunes    |       |
| 2023    | Maiane Nunes    |       |
| 2024    | Sheyze Brazão   |       |
| 2025    | Sheyze Brazão   |       |

## Carnavais
| Ano                                  | Colocação | Grupo    | Enredo                                                                 | Carnavalesco     | Intérprete                                  | Ref. |
| ------------------------------------ | --------- | -------- | ---------------------------------------------------------------------- | ---------------- | ------------------------------------------- | ---- |
| 1993                                 | Campeã    | Acesso   | Nos 10 anos de Império, os parabéns pra ela                            |                  | Nonato Soledade                             |      |
| 2006                                 | Campeã    | Acesso   | Vale do Uaçá                                                           |                  | Nonato Soledade                             |      |
| 2008                                 | Campeã    | Acesso   | Luzes para Aracy                                                       |                  | Nonato Soledade                             |      |
| 2015                                 | Campeã    | Acesso   | Gilberto Pinheiro                                                      | Dr. Jair Sampaio | Nonato Soledade e Aureliano Neck            |      |
| Entre 2016 e 2019 não houve desfiles |           |          |                                                                        |                  |                                             |      |
| 2020                                 | 6° lugar  | Especial | "Isabel Augusta: A alteza real do Brasil"                              | Dr. Jair Sampaio | Darlan Ribeiro                              |      |
| 2021 e 2022 não houve desfiles       |           |          |                                                                        |                  |                                             |      |
| 2023                                 | 6° lugar  | Especial | "Brasil, a efígie da omissão - Os cinco cavaleiros do apocalipse"      | Dr. Jair Sampaio | Luizinho Moura, Paulo Chucre e Antonio Neto |      |
| 2024                                 | 2° lugar  | Acesso   | "Jacaré: A lenda, história e paixão"                                   | Dr. Jair Sampaio | Nonato Soledade e Lukas Lima                |      |
| 2025                                 |           | Acesso   | “Do Universo de Olorum, Rei Oxaguiã – o Senhor da Renovação Constante” | Dr. Jair Sampaio | Silmara Lobato, Lukas Lima, e Tiago Labato  |      |
| [ 7 ]                                |           |          |                                                                        |                  |                                             |      |